# Danza del sole

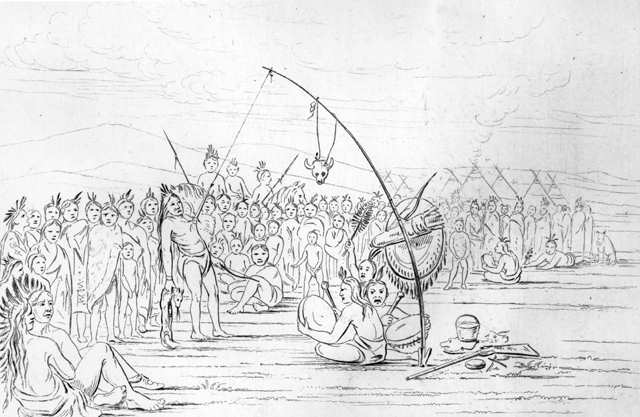
La danza del sole presso i Sioux. Incisione di George Catlin (1851)

La Danza del Sole, il cui nome originale è Wiwanyag Wachipi, (lett. "danza guardando il Sole") rappresenta l'apice del calendario spirituale e rituale di tutte le nazioni tribali del Nord America.
È un rituale di purificazione collettiva della durata di quattro giorni che prevede il digiuno, l'autosacrificio e la donazione di sé. Mediante questo atto sacro si rende grazie dell'anno trascorso e si invocano le forze divine chiedendo protezione e prosperità per tutti gli esseri viventi.

## Esecuzione del rito
Alla base di questo rituale vi è il concetto di autosacrificio, della donazione che ogni danzatore fa del proprio corpo e del proprio sangue attraverso il danzare per diversi turni al giorno, digiunando durante i quattro giorni e, soprattutto, l'ultimo giorno per mezzo della trafittura rituale: al danzatore vengono infilati due pezzetti di osso di bisonte acuminati, dopo che sono stati praticate delle incisioni con un bisturi (un tempo con artigli di aquila) sotto la pelle del petto; i due ossi vengono legati a delle funi annodate all'albero sacro (di solito un pioppo di tipo cottonwood) posto al centro dello spazio consacrato in cui si svolge il rito; colui che balla si deve liberare tirando le funi e strappando le proprie carni. Il dolore prodotto è molto forte e spesso i danzatori riescono a sopportarlo solo cadendo in una sorta di trance in cui possono ricevere delle visioni.
Durante tutta la danza i danzatori soffiano in un fischietto ricavato da un osso di aquila, alternando fischi ritmati con i passi a fischi continui.
I passi della danza sono semplici e non coreografici, quasi come una marcia sul posto.

## Simbolismo
Per coloro che eseguono questa cerimonia, essa significa, esteriormente almeno, un'unione virtuale con lo Spirito solare, dunque con il Grande Spirito.
Questa danza simboleggia il ricollegarsi dell'anima alla Divinità: come il danzatore è attaccato all'albero centrale, per mezzo di strisce di cuoio che simboleggiano i raggi del sole, così l'uomo si ricollega al Cielo per mezzo di un legame spirituale che l'Indiano suggella con il proprio sacrificio.
Il danzatore, in questo rito, è come un'aquila che vola verso il sole: con il fischietto fatto d'osso d'aquila, produce un suono stridente e lamentoso imitando in un certo modo il volo dell'aquila, con le piume che porta nelle mani. Questo nesso in qualche modo sacramentale con il sole lascia nell'anima una traccia indelebile.

## Storia

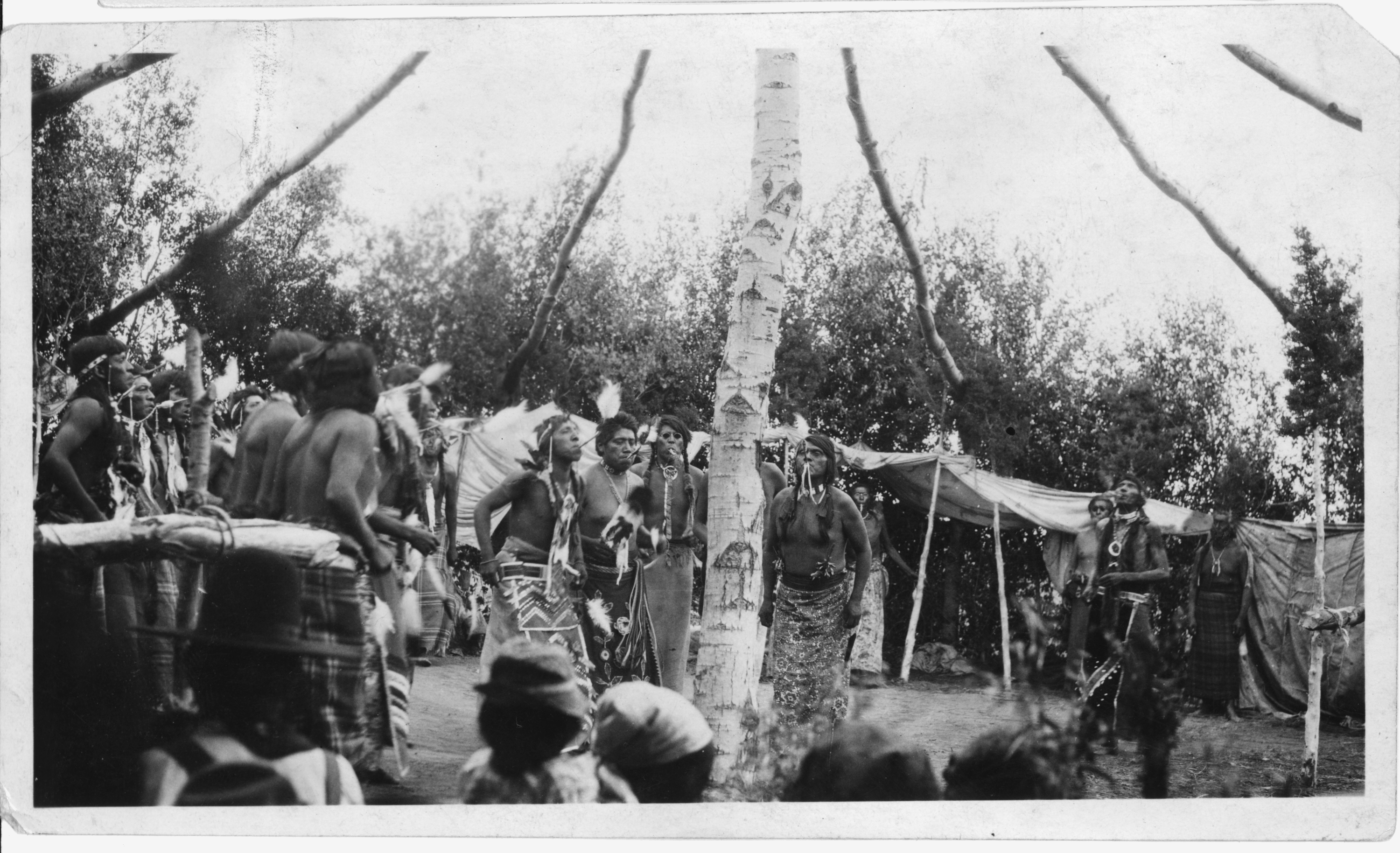
Danza del sole presso gli Shoshoni nel 1925

Questo rituale fece inorridire i missionari cristiani che per primi ebbero occasione di assistere alla danza: gli indiani furono costretti a praticarla in segreto dal 1890 al 1928 a causa della feroce repressione della spiritualità nativa da parte del Governo degli Stati Uniti. I nativi di oggi ne hanno fatto invece un formidabile mezzo di riappropriazione della propria cultura e della propria identità. Infatti viene ancora praticata in segreto dalle tribù (soprattutto quelle delle grandi praterie) chiuse nelle riserve.

## Il significato della perforazione rituale
In realtà non si tratta di una prova di sopportazione del dolore, ma di un dono che si fa alla Terra. 
In quanto esseri umani disponiamo in vita solo del nostro corpo, è l'unica cosa che davvero ci appartiene. Il piercing rappresenta un dono che l'uomo fa alla Terra, da questo non ne viene misurato il coraggio; rappresenta un'offerta che non deve in nessun caso essere fatta per dimostrare qualcosa agli altri esseri umani, è un rapporto esclusivo tra l'uomo e il mondo spirituale: per questo non ha importanza per quanto tempo lo si sopporti, ciò che conta davvero è "dare il proprio meglio", il mondo spirituale sa questo e non gli serve altro.
Nel passato per le donne non era previsto il piercing rituale in quanto fanno già dono alla Terra attraverso il ciclo mestruale e il parto. Oggi anche le donne possono farlo sul dorso dell'avambraccio qualora ne sentano il desiderio. Non è obbligatorio eseguirlo, è infatti possibile essere un Danzatore del Sole senza mai fare il piercing.

## L'Albero sacro
L'Albero, che rappresenta quello che per i cristiani è l'altare, non è adornato ma ricoperto nella parte superiore da preghiere fatte da ritagli di stoffa pieni di tabacco (il tabacco è un'offerta) e purificate con la salvia (la salvia presso i nativi ha la stessa valenza dell'incenso tra i cristiani) e legati tra loro da una cordicella.
Per la stoffa vengono usati i quattro colori principali, il nero, il rosso, il bianco e il giallo, che rappresentano i quattro popoli del mondo, le quattro direzioni e gli elementi. Chiunque lo desideri può recarsi all'albero per mettervi le proprie preghiere prima che venga issato al centro del cerchio.
Anche i costumi rituali hanno una valenza simbolica: ogni accessorio e l'abbigliamento hanno un preciso significato rituale. La danza è accompagnata per tutta la sua durata da canti e dal suono dei tamburi.

## Influenze nella cultura di massa
- La pratica della danza del sole viene rappresentata nel film del 1970 Un uomo chiamato Cavallo (A Man Called Horse), diretto da Elliot Silverstein, in cui il protagonista, John Morgan (Richard Harris) esegue il rito di iniziazione.